# Anton Barbieri

Colonelul Anton Barbieri.

Anton Barbieri a fost un colonel român de origine italiană, care a deținut funcția de comandant al Flotilei Române între 1867 și 1874.

## Biografie
Anton Barbieri s-a născut în Italia și a sosit pe teritoriul României pe la mijlocul secolului al XIX-lea, la bordul unei corăbii, care a naufragiat la gurile Dunării. S-a stabilit în orașul Galați, angajându-se în anul 1845 în Corpul Șaluparilor, cu gradul de soldat. A avansat rapid la gradele de sergent (1846) și sublocotenent (1850), îndeplinind funcția de instructor al echipajelor șalupelor canoniere moldovene, iar din 1851 și pe cea de comandant al goeletei „Natalia”.
În anul 1854, Anton Barbieri părăsește flotila moldoveană și se înrolează în marina rusă, participând, sub comanda amiralului Nahimov, la bătălia navală de la Sinope, una dintre cele mai importante acțiuni de luptă din Războiul Crimeii (1853-1856), care s-a soldat cu distrugerea flotei otomane. După terminarea războiului, revine în anul 1857 în flotila moldoveană, unde va fi numit, după obținerea gradului de locotenent în 1858 și decretarea unirii flotilelor din cele două Principate române în 1860, comandant al punctului Ismail. În anul 1863 este avansat la gradul de căpitan și după un an este numit în funcția de comandant al navei „România”, prima navă cu aburi a flotilei române de război.
La data de 30 aprilie 1867, căpitanul Anton Barbieri a fost numit comandant al Flotilei Române, deținând această funcție până la data de 1 ianuarie 1874. În această perioadă, la 10 februarie 1869, este avandat la gradul de maior. Se retrage din cadrele active ale armatei, la 1 ianuarie 1874, fiind avansat ulterior la gradul de colonel și îndeplinind funcția de comandant al gărzii civile.